# Elitserien i baseboll 1970
Elitserien i baseboll 1970 var den för 1970 års säsong högsta serien i baseboll i Sverige. Serien korade ingen officiell svensk mästare, segraren blev dock riksmästare. Totalt deltog 4 lag i serien, där alla lag spelade mot varandra tre gånger vilket gav totalt nio omgångar.
| Nr | Lag         | Matcher | Vunna | Förlorade | Vinstprocent |
| -- | ----------- | ------- | ----- | --------- | ------------ |
| 1  | Leksand     | 9       | 8     | 1         | 0.889        |
| 2  | Obnok       | 9       | 5     | 4         | 0.556        |
| 3  | Bagarmossen | 9       | 4     | 5         | 0.444        |
| 4  | Skarpnäck   | 9       | 0     | 9         | 0.000        |

### Webbkällor
- Svenska Baseboll- och Softbollförbundet, Elitserien 1963-